# Rosévin
Rosévin är ett ljusrött vin som framställs med olika metoder. Vinet säljs vanligen i glasflaskor. I Sverige är konsumtionen säsongsberoende och störst på sommaren. Under perioden 1950-1980 var Mateus en storproducent för den svenska marknaden. Uttrycket Pimpinella syftar i vinsammanhang på rosévin.
Roséviner serveras 8–10°C, samma som för vita viner.

## Framställning
Den vanligaste metoden är att producera rosévin som man producerar vitt vin fast man använder blå druvor. Skalen får ligga med i urlakningen efter att man krossat druvorna. Hur länge skalen får vara med beror på vilken typ av rosévin man producerar, men vanligt är tre dagar. För vissa roséviner får skalen även vara med under en kort period vid jäsningen av musten för att ge vinet ännu starkare kulör och mustigare smak. Vissa druvsorter har så stark färg i skalen att så fort de spricker läcker en del färg ut i druvmusten och den blir omedelbart rosa. De flesta sådana viner görs på Zinfandel-druvan, brukar kallas för Blush Wine och är mer eller mindre påtagligt söta. Torra viner med den framställningsmetoden är mer sällsynta, ett exempel på ett sådant vin är dock det ganska unika vinet Gris Blanc från Gerard Bertrand i södra Frankrike. 
Saignée (fr. avblödning) är en metod där en del av musten tas bort från tillverkning av rött vin, den must som tas bort används sedan för att tillverka rosévin. Fördelen för producenten är att det röda vinet då blir rödare och mer tanninfyllt.

### Alternativa metoder
Andra framställningsmetoder är genom kolsyrejäsning, genom att pressa vita druvor extra hårt vilket medför att den utsöndrar ett rött färgpigment och genom att använda en kombination av de ovanstående framställningsmetoderna.  
Inom EU får rosévin endast göras på blå druvor.

## Fransk klassificering
I Frankrike klassas rosévinerna bland annat efter färg, i en sexgradig skala med namn efter frukter (exempel: fr:Groseille (couleur) ). Vintypen Clairet anses av vissa vara en egen vintyp men brukar anses vara en form av rosévin. Dess färg är dock djupröd.

## Vinproduktionen
Rosévin kan produceras i princip alla vinproducerande länder, men de största producenterna är Frankrike, Italien, USA och Spanien som står för >80 % av produktionen. 2012 producerades globalt 22.5 miljoner hektoliter rosévin, den siffran är relativt stabil.  Frankrike är även det land som konsumerar mest. 5,4 % av världens exporterade rosévin konsumeras i Sverige.